# 片山瑛一
片山 瑛一（かたやま えいいち、1991年11月30日 - ）は、埼玉県川越市出身のプロサッカー選手。Jリーグ・柏レイソル所属。ポジションはディフェンダー（DF）。
ユース時代は部活以外のサッカーチームに所属したことはなく、公立中学、公立高校の無名のサッカー部に所属した。埼玉県立川越高校史上初のプロサッカー選手であり、2022年現在、唯一である。

## 来歴

### 中学・高校
地元の公立中学から、埼玉県立川越高校に進学。同校のサッカー部は全くの無名であり、サッカー漬けの3年間ではなかった。強くないサッカー部は使えるコートの広さも限られており、陸上部と野球部にグラウンドを占領される中、限られたスペースで練習していた。陸上部が走っているところにボールが飛びでもしたら、ひどく怒られるような環境で、肩身が狭かったという。

### 大学
一般入試で早稲田大学スポーツ科学部に進学、セレクションを経てア式蹴球部に入部した。片山の代から少人数制になっており、セレクションはかなり人数が絞られていた。当然ながらスポーツ推薦で進学した選手が多いため、一般入試からの入部はかなり狭き門だった。もし受からなかったら、ラクロス部に入ろうと思っていた。
1、2年時はB・Cチームでのプレーが続いたが、3年時のリーグ戦後期からAチームで徐々に出場機会を掴み、リーグ戦終盤にはスタメンに定着。2013年3月、デンソーカップチャレンジサッカーの関東大学選抜Bに選出され、この頃からプロ入りを意識するようになった。もしプロ入りが叶わなければ体育の教師になるつもりだった。

### プロ入り
2014年より、ファジアーノ岡山へ入団。フォワードとしては6得点を記録。3年目に監督によって「フォワードよりディフェンダーの方が良い」とディフェンス起用されるようになった。片山も高校時代からディフェンスをやりたいと思っており転機となった。
2018年、J1のセレッソ大阪に完全移籍。4月4日、AFCチャンピオンズリーグの済州ユナイテッドFC戦で移籍後初先発を果たした。
2020年には、ロティーナ監督にそのユーティリティ性と体の強さを買われて、重宝されるようになった。左サイドバックとしての起用もされるようになり、長年先発出場の座を保持していた丸橋祐介から先発の座を勝ち取った。味方退場時には、5-3-1のボランチで起用されるなど、適正ポジションの多さで出場機会を大きく増やした。
2021年、清水エスパルスに完全移籍。
2023年、柏レイソルに完全移籍。開幕戦のガンバ大阪戦に先発出場し、先制点を決めた。

## 人物

### 学業
- 高校時代の勉強については「基本的に部活や友達と遊ぶことを我慢しないで、余った時間で勉強していた。限られた時間でどれだけ成果を得られる勉強をするかというほうに力を入れていた[1]。勉強の量を頑張るのではなく、成績を確保できるようにといった意識でやっていたかなと。」　「テスト前は『マジでヤバイ！』という感じ、そのギリギリ感を楽しんでいた、いかにしてギリギリの自分である程度の点数をとれるかという駆け引きを楽しんでいた」「入学してみたら、勉強では敵わない人たちがたくさんいたんです。中学では勉強でも一番をとりにいこうという気持ちが強かったんですけど、高校に入ったら到底敵わない人が多くいる環境だったんですよ。もう勉強の順位を人と争うのではなく、自分のなかでの納得感が得られるところを目指す感じに変わっていったかなと思いますね」と話した[1]。
- 自身の受験勉強は完全に詰め込み式だったため、受験が終わった次の日には全部忘れた[1][14]。
- 男子校については「イベントにかける熱量が異常に高いというか、文化祭や体育祭、陸上競技大会や強歩大会とか、人生をかけるくらいの人が多いのかなって思いましたよ」「下手に見栄を張らないでいいというのは、すごく感じます。男しかいないから、誰にどう思われても別にいいじゃんという環境になるので、プライドも見栄もないし、ただ全力でやりたいことやって、熱量を注いで、まさに青春。それが男子校のよさかなって思います」と話した[1]。

### サッカー関連
- 肩が強くロングスローができる。
- 小学生時代に通っていた少年団の監督に「サッカー中心ではなく、しっかり勉強も頑張って、中学、高校と進んだほうがいい」と言われたことで「しっかり勉強もしながら、サッカーを頑張っていこう」と決めた[1][14]。
- サッカー部は中学・高校とも強くなく、いわゆる「指導者」という感じの人はいなかった。練習メニューは自分たちで考えていた。サッカー自体はずっと楽しかったという[1]。
- 進学先に早稲田大学を選んだのは、体育の先生になりたかったことに加えて「サッカーをやりたい」という気持ちも強く、「やるからにはレベルの高い環境で揉まれて、自分の限界までやってみたい」という気持ちがあったからである[1][14]。
- 大学のサッカー部はそれまでとレベルが違い過ぎて、「ついていくのがやっと」とも言えないくらい、ついていけなかった。ただ、そこで「サッカー辞める」という考えはなかった。「辞めてしまえば、自分の限界を知ることができませんからね。限界にチャレンジしたかった僕としては、「辞める」という考えが浮かぶことすらなかったなかったです。だから、入部1年目は「ひとまず、ついていけるように頑張ろう！」と決意してプレーしました」と話した[1]。
- 島田譲の獲得を目的にやってきたファジアーノ岡山のスカウトから、練習参加の誘いを受けた。練習に参加する直前に、膝のケガをしてしまったが、ケガが治った後に練習参加。アピールできたわけではなかっが、オファーをもらいプロになることができた。プロの道に進むことについて、両親は「やってみて、後悔したらいいんじゃない？」という反応だった[1]。
- 岡山では3年目の合宿は無人島で行われ、3泊4日行われ、テントなどクラブからの支給品以外は、必要なものは事前に買い込み、そしてキャンプ最終日には、無人島に落ちている浮遊物を集めていかだを作り、隣の陸に渡って脱出するという合宿であった[1]。
- 試合に出られても、出られなくても、腐らずにやる」ということ。シュート練習も最後まで残ってやる、守備も手を抜かずにやる。“人と違いを作る”という部分で「一生懸命にやる」ところは大事にしている[1]。

## 所属クラブ
- 川越市立川越西中学校
- 埼玉県立川越高等学校
- 早稲田大学
- 2014年 - 2017年  ファジアーノ岡山
- 2018年 - 2020年  セレッソ大阪
- 2021年 - 2022年  清水エスパルス
- 2023年 -  柏レイソル

## 個人成績
| 国内大会個人成績 | 国内大会個人成績 | 国内大会個人成績 | 国内大会個人成績 | 国内大会個人成績 | 国内大会個人成績 | 国内大会個人成績 | 国内大会個人成績 | 国内大会個人成績 | 国内大会個人成績 | 国内大会個人成績 | 国内大会個人成績 |
| 年度             | クラブ           | 背番号           | リーグ           | リーグ戦         | リーグ戦         | リーグ杯         | リーグ杯         | オープン杯       | オープン杯       | 期間通算         | 期間通算         |
| 年度             | クラブ           | 背番号           | リーグ           | 出場             | 得点             | 出場             | 得点             | 出場             | 得点             | 出場             | 得点             |
| 日本             | 日本             | 日本             | 日本             | リーグ戦         | リーグ戦         | リーグ杯         | リーグ杯         | 天皇杯           | 天皇杯           | 期間通算         | 期間通算         |
| ---------------- | ---------------- | ---------------- | ---------------- | ---------------- | ---------------- | ---------------- | ---------------- | ---------------- | ---------------- | ---------------- | ---------------- |
| 2014             | 岡山             | 32               | J2               | 35               | 6                | -                | -                | 1                | 0                | 36               | 6                |
| 2015             | 岡山             | 19               | J2               | 40               | 5                | -                | -                | 1                | 1                | 41               | 6                |
| 2016             | 岡山             | 19               | J2               | 39               | 3                | -                | -                | 3                | 0                | 42               | 3                |
| 2017             | 岡山             | 19               | J2               | 32               | 1                | -                | -                | 1                | 0                | 33               | 1                |
| 2018             | C大阪            | 16               | J1               | 7                | 0                | 1                | 0                | 2                | 0                | 10               | 0                |
| 2019             | C大阪            | 16               | J1               | 19               | 0                | 5                | 1                | 3                | 0                | 27               | 1                |
| 2020             | C大阪            | 16               | J1               | 32               | 1                | 3                | 0                | -                | -                | 35               | 1                |
| 2021             | 清水             | 7                | J1               | 29               | 2                | 4                | 1                | 1                | 0                | 34               | 3                |
| 2022             | 清水             | 7                | J1               | 31               | 2                | 3                | 0                | 0                | 0                | 34               | 2                |
| 2023             | 柏               | 16               | J1               | 26               | 1                | 2                | 0                | 3                | 1                | 31               | 2                |
| 2024             | 柏               | 16               | J1               | 11               | 0                | 0                | 0                | 2                | 0                | 13               | 0                |
| 2025             | 柏               | 16               | J1               |                  |                  |                  |                  |                  |                  |                  |                  |
| 通算             | 日本             | 日本             | J1               | 155              | 6                | 18               | 2                | 11               | 1                | 184              | 9                |
| 通算             | 日本             | 日本             | J2               | 146              | 15               | -                | -                | 6                | 1                | 152              | 16               |
| 総通算           | 総通算           | 総通算           | 総通算           | 301              | 21               | 18               | 2                | 17               | 2                | 336              | 25               |

| 国際大会個人成績 | 国際大会個人成績 | 国際大会個人成績 | 国際大会個人成績 | 国際大会個人成績 |
| 年度             | クラブ           | 背番号           | 出場             | 得点             |
| AFC              | AFC              | AFC              | ACL              | ACL              |
| ---------------- | ---------------- | ---------------- | ---------------- | ---------------- |
| 2018             | C大阪            | 16               | 3                | 1                |
| 通算             | AFC              | AFC              | 3                | 1                |

その他公式戦
| 2019   | C大23  | 16     | J3     | 2                  | 0 | 2 | 0 |
| 通算   | 日本   | 日本   | J3     | 2                  | 0 | 2 | 0 |
| 総通算 | 総通算 | 総通算 | 総通算 | 2\|\|\|0\|\|2\|\|0 |   |   |   |

- 2016年
  - J1昇格プレーオフ 2試合0得点
- Jリーグ初出場 - 2014年3月2日 J2第1節 対カターレ富山（kankoスタジアム）
- Jリーグ初得点 - 2014年3月30日 J2第5節 対大分トリニータ（kankoスタジアム）

## タイトル

### クラブ
早稲田大学
- 「アミノバイタルカップ」関東大学サッカートーナメント大会 (2012年)
- 全日本大学サッカー選手権大会 (2012年)